# Janet Suzman
Dame Janet Suzman, DBE (født 9. februar 1939) er en sydafrikansk/britisk skuespiller der nød en succesfuld tidlig karriere i Royal Shakespeare Company, som senere genindspillede mange Shakespeare-roller, blandt andet på TV. I sin første film, Nicolai og Alexandra (1972), modtog hun flere hædersbevisninger for sin præstation som kejserinde Alexandra, herunder en nominering til en Oscar for bedste kvindelige hovedrolle.
Suzman medvirkede senere på i en lang række af klassisk og moderne drama samt instruerede mange produktioner, både i Storbritannien og Sydafrika. Hun er niece af Helen Suzman, sydafrikansk politiker. og anti-apartheid-kampagne-aktivist. Suzman optrådte selv i en film, der så nærmere på apartheidproblemet, En tør hvid årstid (1989).